# 湯姆熊歡樂世界
汤姆熊欢乐世界（Tom's World），是台湾一个开放加盟的电子游戏厅，成立于1982年，在全台各大型百货公司都设有据点，且于中国大陆、菲律宾也设有经营分公司。公司名称为「汤姆熊育乐事业股份有限公司」，总部设于台北市。机台大部分為亲子育乐类型的互动模拟机，部份游戏机台属于出奖类，累积彩券可兑换赠品。

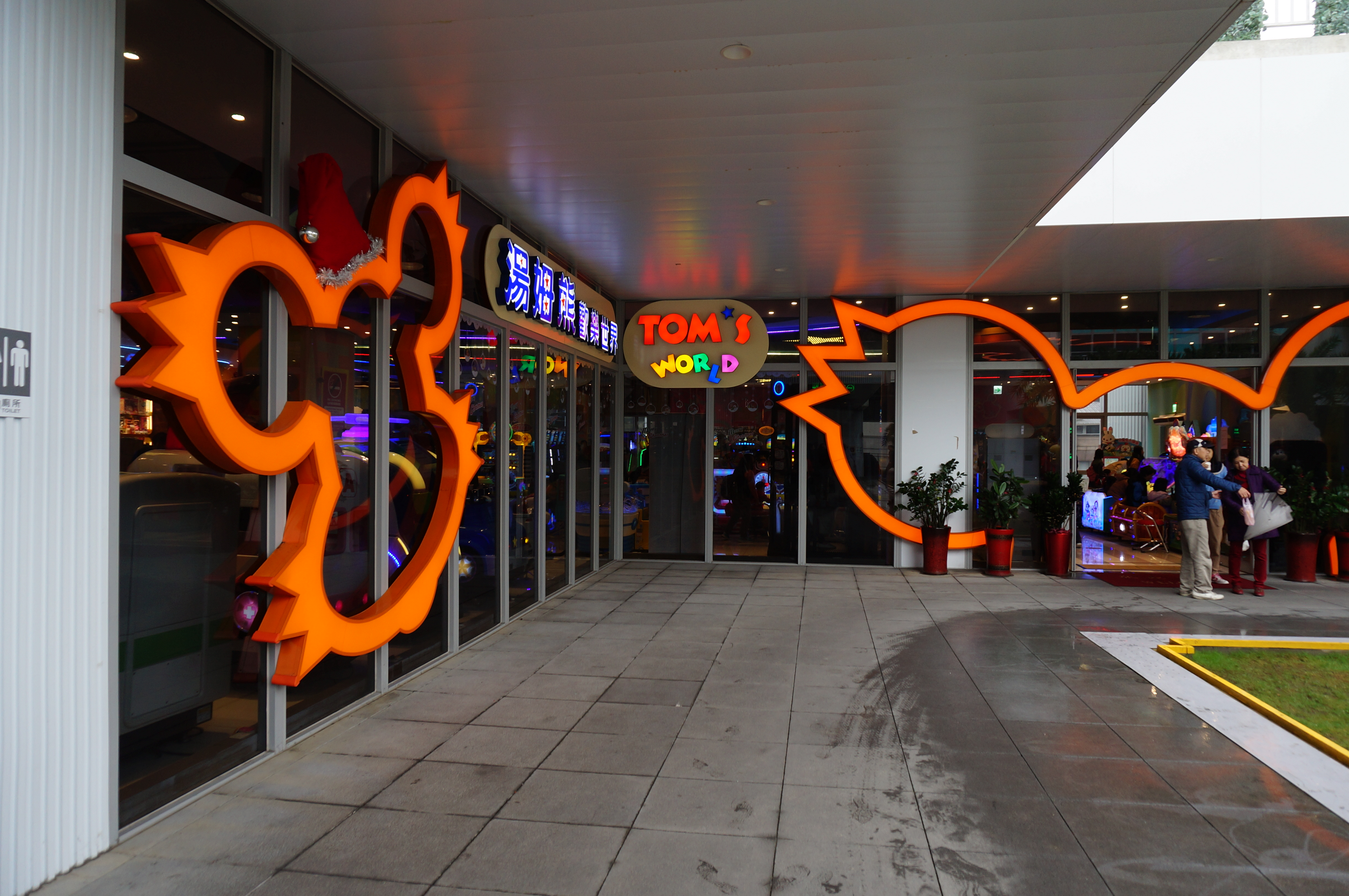
基隆東岸廣場三樓中庭，湯姆熊歡樂世界基隆東岸店

## 新聞事件
- 2005年2月，高雄市前金區湯姆熊歡樂世界高雄六合店仿照夾娃娃機設置「抓龍蝦機」，引發虐待動物爭議。[2]
- 2009年9月13日，高雄市左營區漢神巨蛋內的湯姆熊歡樂世界高雄漢神巨蛋店，唐姓兒童（11歲）被奔跑的卓姓兒童（6歲）撞擊跌倒、左膝蓋撞擊「跳躍高手」跳繩機踏板右下角鐵質尖銳處受傷。唐姓兒童家屬控告湯姆熊歡樂世界、跳繩機業者、卓姓兒童家長等多名被告，要求賠償醫療、精神慰撫金等損失共新臺幣二百多萬元。2012年11月8日，高雄地方法院判決被告敗訴，被告需賠償新臺幣92萬元。[3]
- 2012年12月1日，台南市南區金華路一段湯姆熊歡樂世界台南金華店發生曾文欽隨機殺人事件，方姓男童（10歲）慘遭殺害。湯姆熊歡樂世界官方網站發表聲明啟事，表示痛心與遺憾。[4]
- 2014年7月14日，湯姆熊歡樂世界協辦心路基金會公益活動「籃得好天天」，除了預定於8月23日假新竹市巨城購物中心舉辦公益表演賽，公益活動期間（7月14日─8月31日）更透過旗下連鎖分店，號召民眾藉由投籃機運動的參與，鼓勵國人正視社會公益議題[5]；知名演藝人員夏如芝與璞園建築籃球隊的林力仁、葛記豪，則先行獲邀於媒體見面會，與心路基金會旗下的智能少年進行交流賽[6]。

## 外部連結
- 湯姆熊歡樂世界官網 （页面存档备份，存于）
- 湯姆熊歡樂世界Tom's World的Facebook專頁
- 湯姆貝貝親子樂園的Facebook專頁